# Winter-Paralympics 2022/Teilnehmer (Schweiz)
| stlisierte Goldmedaille | stlisierte Silbermedaille | stlisierte Bronzemedaille |
| ----------------------- | ------------------------- | ------------------------- |
| –                       | –                         | 1                         |

Die Schweiz nahm an den Winter-Paralympics 2022 in Peking vom 4. bis 13. März 2022 teil. 12 Athletinnen und Athleten waren für vier Sportarten nominiert. Es war die 13. Teilnahme in der Paralympischen Geschichte der Schweiz an Paralympischen Winterspielen.
Fahnenträger bei der Eröffnungsfeier im Vogelnest waren die Snowboarderin Romy Tschopp und der Curler Hans Burgener.

## Medaillengewinner
| Name/n    | Sportart  | Wettkampf       |
| --------- | --------- | --------------- |
| Bronze    |           |                 |
| Théo Gmür | Ski Alpin | Abfahrt Stehend |

## Teilnehmer

### Rollstuhlcurling
| Wettbewerb      | Team |
| --------------- | --- |
| Athleten        | Laurent Kneubühl (Skip) Hans Burgener Françoise Jaquerod Patrick Delacrétaz Cynthia Mathez (Ersatz)                                                              |
| Vorrunde        | Schweden (2:9) Kanada (4:8) Südkorea (8:7) Großbritannien (1:15) China (4:7) Lettland (7:9) Norwegen (5:8) Vereinigte Staaten (5:8) Slowakei (6:8) Estland (6:8) |
| Halbfinale      | ausgeschieden |
| Spiel um Bronze | ausgeschieden |
| Finale          | ausgeschieden |
| Rang            | 11 |

### Ski Alpin
| Athleten        | Klassifizierung | Wettbewerbe       | 1. Lauf     | 2. Lauf       | Gesamt      | Gesamt |
| Athleten        | Klassifizierung | Wettbewerbe       | Zeit        | Zeit          | Zeit        | Rang   |
| --------------- | --------------- | ----------------- | ----------- | ------------- | ----------- | ------ |
| Männer          |                 |                   |             |               |             |        |
| Pascal Christen | LW10-2          | Abfahrt           | –           | –             | DNF         | DNF    |
| Pascal Christen | LW10-2          | Super-G           | –           | –             | DNF         | DNF    |
| Pascal Christen | LW10-2          | Super-Kombination | 1:15,05 min | DNF           | DNF         | DNF    |
| Pascal Christen | LW10-2          | Riesenslalom      | 1:07,82 min | 1:04,56 min   | 2:12,38 min | 17     |
| Pascal Christen | LW10-2          | Slalom            | 54,83 s     | 1:01,99 min   | 1:56,82 min | 14     |
| Robin Cuche     | LW9-2           | Abfahrt           | –           | –             | 1:19,55 min | 11     |
| Robin Cuche     | LW9-2           | Super-G           | –           | –             | 1:12,92 min | 5      |
| Robin Cuche     | LW9-2           | Super-Kombination | 1:13,14 min | 43,53 s       | 1:56,57 min | 8      |
| Robin Cuche     | LW9-2           | Riesenslalom      | DNF         | ausgeschieden | DNF         | DNF    |
| Robin Cuche     | LW9-2           | Slalom            | 45,14 s     | DNF           | DNF         | DNF    |
| Théo Gmür       | LW9-1           | Abfahrt           | –           | –             | 1:16,27 min |        |
| Théo Gmür       | LW9-1           | Super-G           | –           | –             | 1:11,31 min | 4      |
| Théo Gmür       | LW9-1           | Super-Kombination | 1:12,05 min | DSQ           | DSQ         | DSQ    |
| Théo Gmür       | LW9-1           | Riesenslalom      | 58,36 s     | 58,56 s       | 1:56,92 min | 5      |
| Murat Pelit     | LW11            | Abfahrt           | –           | –             | DNS         | DNS    |
| Murat Pelit     | LW11            | Super-G           | –           | –             | 1:18,54 min | 16     |
| Murat Pelit     | LW11            | Super-Kombination | 1:19,30 min | DNF           | DNF         | DNF    |
| Murat Pelit     | LW11            | Riesenslalom      | DNF         | ausgeschieden | DNF         | DNF    |
| Murat Pelit     | LW11            | Slalom            | DNF         | ausgeschieden | DNF         | DNF    |
| Thomas Pfyl     | LW9-2           | Super-G           | –           | –             | 1:12,97 min | 6      |
| Thomas Pfyl     | LW9-2           | Super-Kombination | 1:13,70 min | DNF           | DNF         | DNF    |
| Thomas Pfyl     | LW9-2           | Riesenslalom      | DNS         | DNS           | DNS         | DNS    |
| Thomas Pfyl     | LW9-2           | Slalom            | 44,61 s     | 52,08 s       | 1:36,69 min | 4      |

### Skilanglauf
| Athleten     | Klassifizierung | Wettbewerbe       | Zeit        | Rang |
| ------------ | --------------- | ----------------- | ----------- | ---- |
| Männer       |                 |                   |             |      |
| Luca Tavasci | LW8             | 20 km Klassisch   | 1:01:10,0 h | 11   |
| Luca Tavasci | LW8             | 10 km Freier Stil | 40:28,5 min | 13   |

| Athleten     | Klassifizierung | Wettbewerbe        | Qualifikation | Qualifikation | Halbfinale    | Halbfinale    | Finale        | Finale        | Rang |
| Athleten     | Klassifizierung | Wettbewerbe        | Zeit          | Rang          | Zeit          | Rang          | Zeit          | Rang          | Rang |
| ------------ | --------------- | ------------------ | ------------- | ------------- | ------------- | ------------- | ------------- | ------------- | ---- |
| Männer       |                 |                    |               |               |               |               |               |               |      |
| Luca Tavasci | LW8             | Sprint Freier Stil | 3:00,73 min   | 16            | ausgeschieden | ausgeschieden | ausgeschieden | ausgeschieden | 16   |

### Snowboard
| Athleten     | Klassifizierung | Wettbewerbe   | Zeit        | Rang |
| ------------ | --------------- | ------------- | ----------- | ---- |
| Frauen       |                 |               |             |      |
| Romy Tschopp | SB-LL2          | Banked Slalom | 1:24,77 min | 12   |

| Athleten     | Klassifizierung | Wettbewerbe    | Achtelfinale | Viertelfinale | Halbfinale    | Finale        | Rang |
| Athleten     | Klassifizierung | Wettbewerbe    | Rang         | Rang          | Rang          | Rang          | Rang |
| ------------ | --------------- | -------------- | ------------ | ------------- | ------------- | ------------- | ---- |
| Frauen       |                 |                |              |               |               |               |      |
| Romy Tschopp | SB-LL2          | Snowboardcross | 3            | ausgeschieden | ausgeschieden | ausgeschieden | 10   |